# Цукрозаводський мікрорайон (Тростянець)
Цукрозаводський мікрорайон, розм. «цукрозавод» — мікрорайон міста Тростянець Сумської області.

## Географія

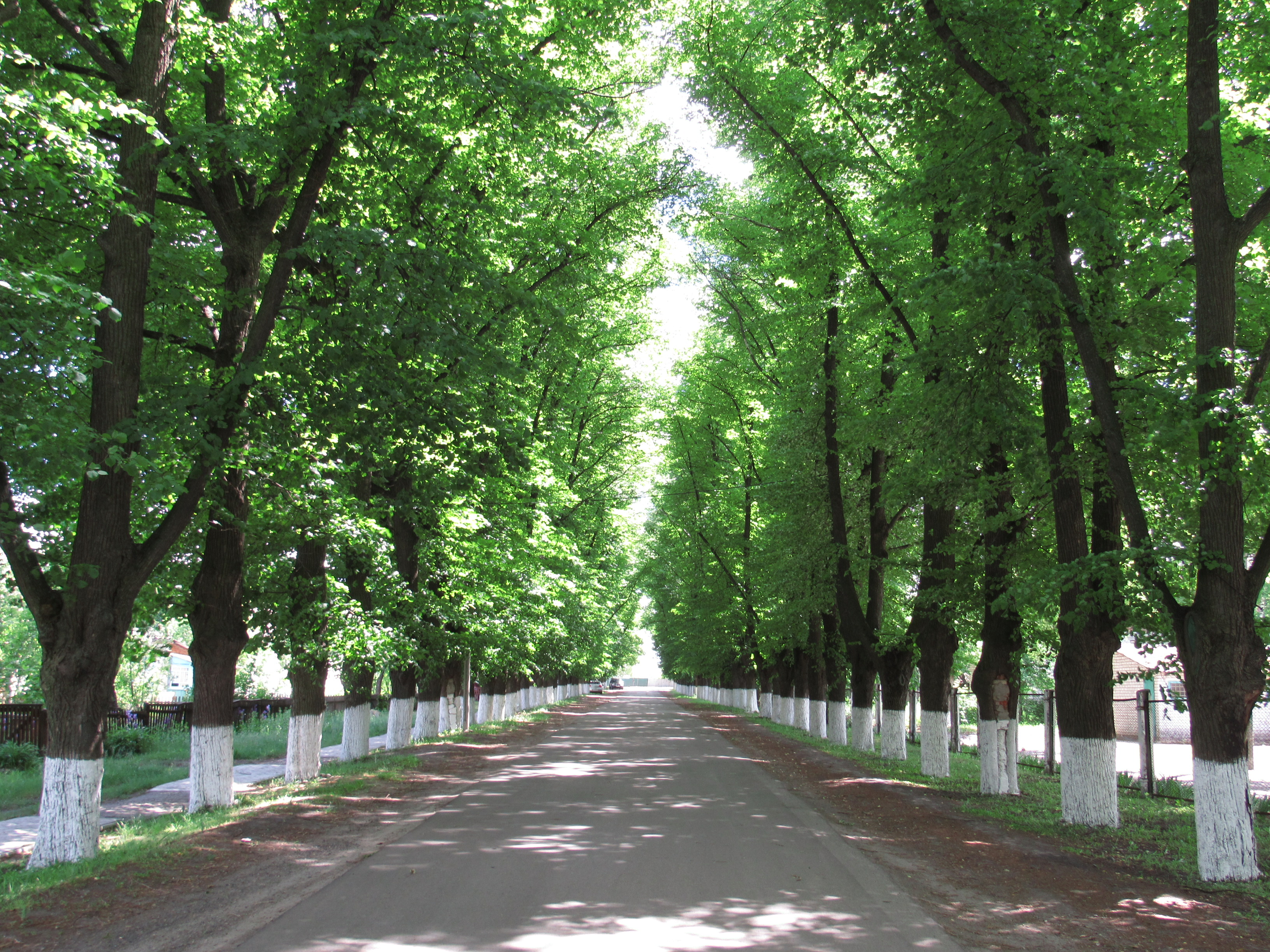
Пам'ятка природи місцевого значення «Тростянецькі липи»

Цукрозаводський мікрорайон розташований у західній частині міста Тростянець. На південній частині протікає р. Тростянка до яру в урочищі «Нескучне». На півночі кварталу, біля Тростянецької шоколадної фабрики знаходяться озера Красне і Гарячка, через які протікає р. Боромля. На захід від Цукрозаводського мікрорайону знаходиться с. Станова. Межує з районом вокзалу на сході, Вознесенським кварталом на півдні, а на півночі обмежується залізницею.
На вул. Липова алея розташована природна пам'ятка місцевого значення «Тростянецькі липи».
На півдні кварталу розташована місцевість, яку містяни називають Чорногорією. На сході обмежується вул. Озерянка, на півночі — дендропарком «Нескучне», на півдні — яром на вул. Чорногірській.
Через мікрорайон проходить дорога Т 1913 (вул. Набережна).

## Інфраструктура

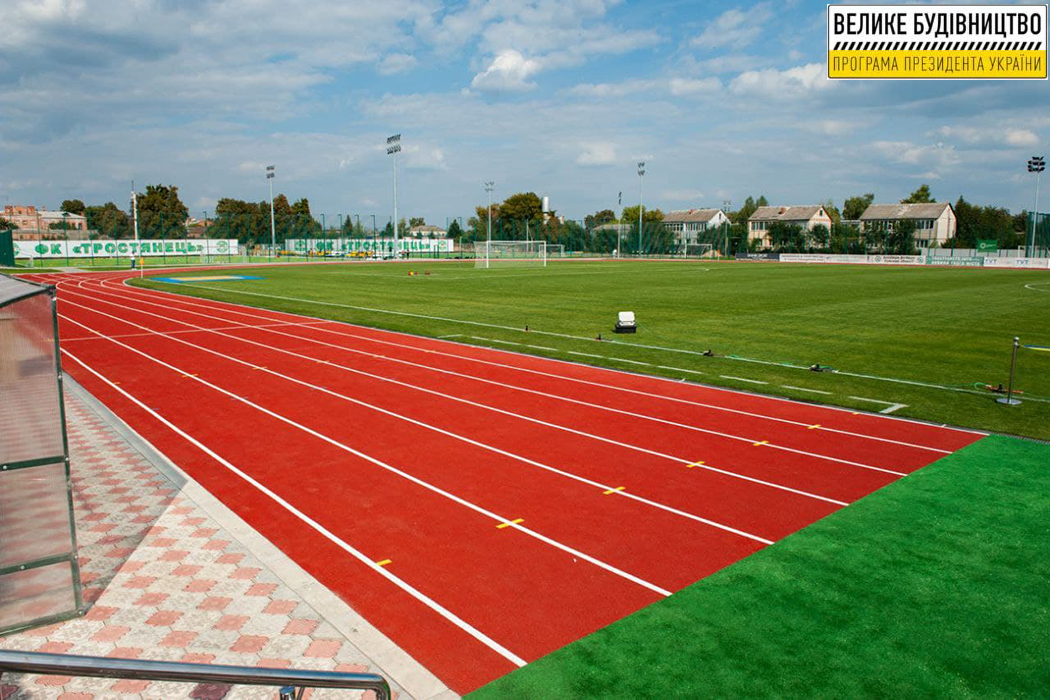
Стадіон імені Володимира Куца

Центральною вулицею Цукрозаводського кварталу є вул. Кеніга, інші великі вулиці — Набережна, Нескучанська. На вул. Нескучанській діє телевежа, з якої мовить місцева телерадіокомпанія «Тростянець».

### Спортивна інфраструктура

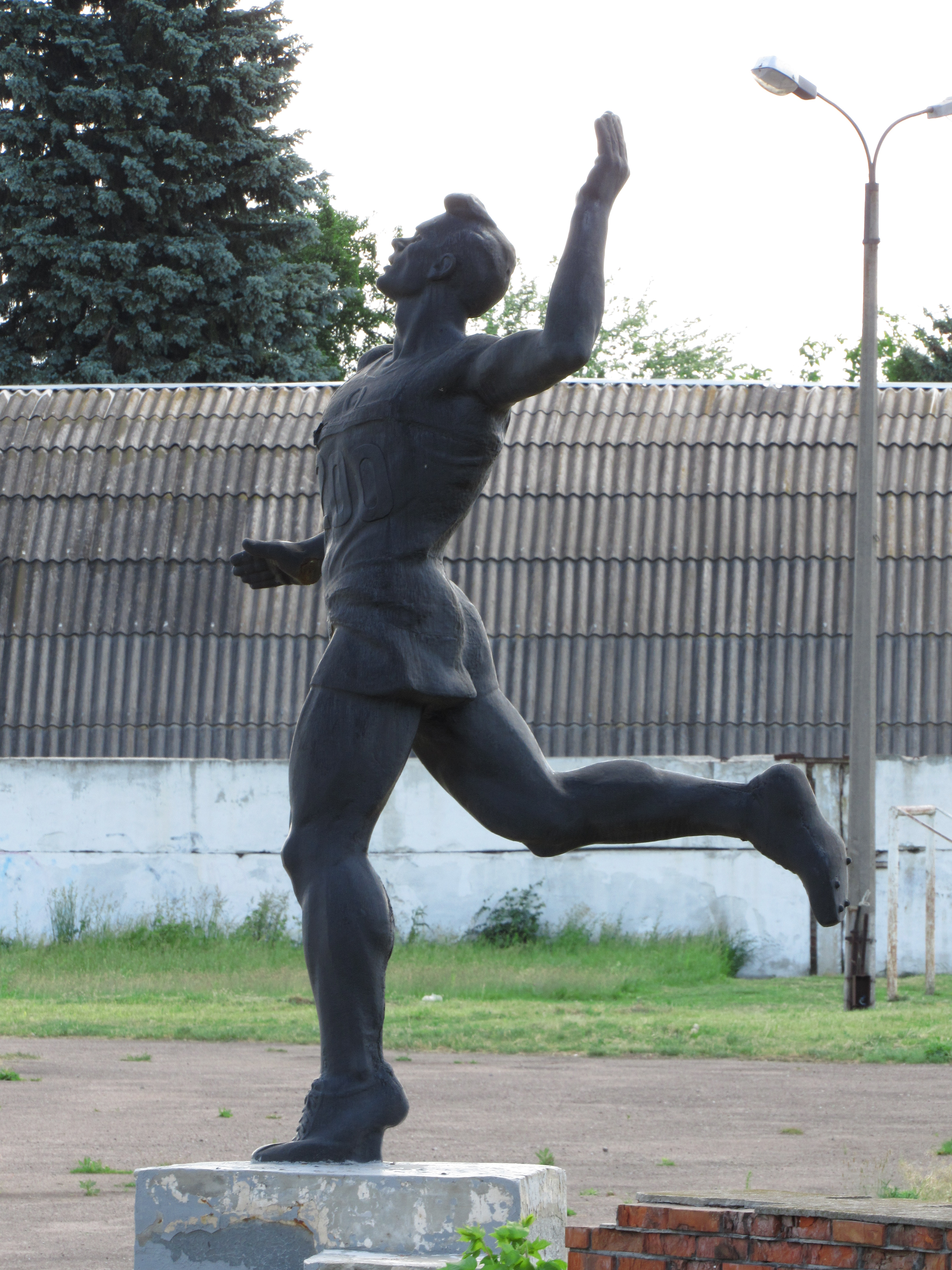
Пам'ятник Володимиру Куцу на в'їзді в стадіон ім. Куца

Цукрозаводський квартал фактично є спортивним центром міста, оскільки саме тут розташований стадіон імені Володимира Куца (домашня арена ФК «Тростянець»), спортивна база «Нескучне», де проводяться спортивні змагання взимку, а також у 2021 році розпочато будівництво спортивного комплексу «H2O-Maxi» (призупинено у зв'язку з російським повномасштабним вторгненням).

### Промисловість
Під час радянської доби на території мікрорайону працювали 5 підприємств: цегельний завод, машинобудівний завод, шоколадна фабрика, АТП-15946, а також цукрозавод, від якого і дістав назву цей квартал. Наразі з цих п'яти підприємств працює лише дві: шоколадна фабрика «Монделіс Україна» і АТП-15946. Цегельний та машинобудівний заводи зупинили свою роботу в зв'язку із нерентабельністю, а цукрозавод у 2008 році придбаний шоколадною фабрикою «Монделіс Україна», а згодом, у 2012 році підприємство було розібрано.

### Освіта і культура
На території кварталу діє Тростянецький ліцей № 2 і дитсадок «Казка». Поряд зі стадіоном, на вул. Кеніга знаходиться Тростянецька міська бібліотека-філія ім. Кеніга, Цукрозаводський міський клуб і Центр громадських ініціатив.
Наприкінці березня 2025 року в приміщеннях книгозбірні міської бібліотеки-філії ім. Кеніга запрацював філіал комунального молодіжного центру "KORОБКА".

### Медицина
На вул. Нескучанській, біля дендропарку «Нескучне» працює Тростянецька міська лікарня, яка обслуговує містян та жителів Тростянецької ОТГ. У 2021 році лікарню було утеплено та зроблено ремонт у деяких її відділеннях. Однак під час російської окупації міста, лікарня сильно постраждала від ворожого танку: було сильно пошкоджено стіни стаціонарного корпусу, поліклініки, інфекційного відділення та котельні, практично всі вікна були вибиті..
Після деокупації Тростянця лікарня стала об'єктом першочергового відновлення: 21 листопада 2023 року на території Тростянецької міської лікарні було відкрито модульну поліклініку, 11 березня 2024 року в корпусі дитячого відділення було відкрито реабілітаційний центр, а 24 грудня того ж року було відкрито оновлену консультативно-діагностичну поліклініку. 

Станом на березень 2025 року більшість відновлювальних робіт у Тростянецькій міській лікарні вже завершені й заклад працює у звичному режимі. Наразі облаштовується хоспісне відділення для догляду за людьми похилого віку. 

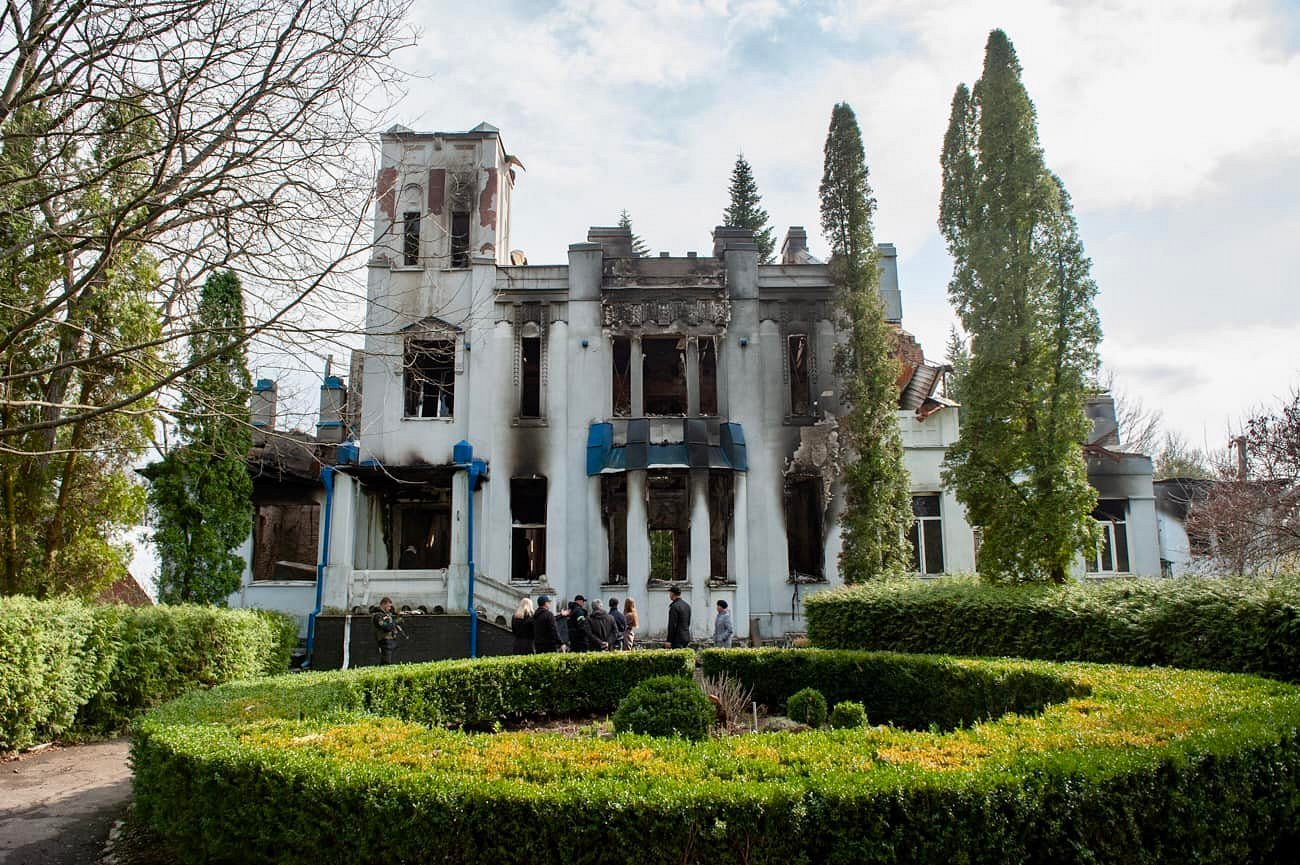
Згорівша будівля Краснотростянецької лісової науково-дослідної станції

### Лісове господарство
На вул. Нескучанській розташований офіс Тростянецького надлісництва філії "Північний лісовий офіс" ДП "Ліси України". При цьому надлісництві та ліцею №2 з 1969 року діє шкільне лісництво "Нескучанське", а також із 2019 року на території Тростянецького надлісництва працює "Музей лісу".
Також біля міської лікарні знаходиться Краснотростянецька лісова науково-дослідна станція, будівля якої за часів панування Леопольда Кеніга у місті використовувалася як управління маєтками Л. Кеніга. На жаль, спалена вщент під час російської окупації 2022 року. Наразі міська влада шукає партнерів для майбутнього відновлення цієї пам'ятки архітектури.

### Інклюзивність
На початку липня 2024 року на вул. Заводській було відкрито простір для людей з інвалідністю, літніх людей, ВПО, ветеранів війни та родин військовослужбовців - ХАБ "Незламні". У ньому проводять різноманітні майстер-класи (наприклад, кулінарія для людей з інвалідністю), перегляди фільмів, є настільні ігри і тренажерна зала. У підвалі було облаштовано укриття, до якого маломобільні люди можуть дістатися за допомогою спеціального ліфту. У цьому закладі присутні фахівці, зокрема психологи, які також працюють із дорослими людьми.